# Les Années campus
Les Années campus (Undeclared) est une série télévisée américaine en 17 épisodes de 22 minutes, créée par Judd Apatow, produite par Apatow Productions et DreamWorks Television dont seize épisodes ont été diffusés du 25 septembre 2001 au 12 mars 2002 sur le réseau Fox. L'épisode non-diffusé se retrouve sur le DVD.
En France, elle fut diffusée à partir du 3 décembre 2002 au 28 janvier 2003 sur Jimmy.

## Synopsis
Six adolescents, Steven, Lloyd, Marshall, Ron, Lizzie et Rachel, font leur première rentrée à l'Université. Entre études, amour, fêtes et petits boulots, ils ont un objectif : vivre les plus belles et bouleversantes années de leur vie. Au centre de cette bande : Steven Karp.

## Distribution

### Acteurs principaux
- Jay Baruchel (VF : Donald Reignoux) : Steven Karp
- Carla Gallo (VF : Edwige Lemoine) : Lizzie Exley
- Charlie Hunnam (VF : Maël Davan-Soulas) : Lloyd Haythe
- Monica Keena (VF : Marie-Eugénie Maréchal) : Rachel Lindquist
- Seth Rogen (VF : Gilles Morvan) : Ron Garner
- Timm Sharp (en) (VF : Franck Capillery) : Marshall Nesbitt
- Loudon Wainwright III (VF : Philippe Bellay) : Hal Karp

### Acteurs récurrents
- Jarrett Grode (VF : Jérôme Pauwels) : Perry Madison (12 épisodes)
- Christina Payano (VF : Géraldine Asselin) : Tina Ellroy (11 épisodes)
- Jason Segel (VF : Boris Rehlinger) : Eric (7 épisodes)
- Leroy Adams : Adam (8 épisodes)
- P.B. Smiley : P.B. (6 épisodes)
- Jim Brooks : Trent (4 épisodes)
- Kevin Rankin : Lucien (4 épisodes)
- Amy Poehler : Hillary (2 épisodes)
- Kevin Hart : Luke (3 épisodes)
- David Krumholtz : Greg (2 épisodes)
- Kyle Gass : Eugene (2 épisodes)
- Gerry Bednob : M. Burundi (2 épisodes)
- Busy Philipps : Kelly (2 épisodes)
- Joanne Cho : Susuki (2 épisodes)

### Guestsetcaméos
- Jenna Fischer : Sorority Girl, (épisode Prototype) et Betty (épisode Sick in the Head)
- Simon Helberg : Jack (épisode Prototype)
- Tom Welling (VF : Tony Marot) : Tom (épisode Prototype)
- Fred Willard : Professor Duggan (épisode Oh, So You Have a Boyfriend)
- Ted Nugent : lui-même (épisode Full Bluntal Nugety)
- Mike White : Pet Store Employee (épisode Eric Visits)
- Allen Covert : lui-même (épisode The Assistant)
- Jonathan Loughran : lui-même (épisode The Assistant)
- Adam Sandler (VF : Thierry Ragueneau) : lui-même (épisode The Assistant)
- Jordan Black (en) : Card Guy (épisode Addicts)
- Will Ferrell : Dave (épisode Addicts)
- Felicia Day : Sheila (épisode God Visits)
- Mary Kay Place : Mrs. Lindquist (épisode Parents' Weekend)
- Kimberly Stewart (en) : Amanda - la sœur de Lloyd (épisode Parents' Weekend)
- Sarah Hagan : Jordanna (épisode Eric Visits Again)
- Samm Levine : Books (épisodes Rush and Pledge/Hell Week)
- Natasha Melnick : Jenni (épisodes Rush and Pledge/Hell Week)
- Martin Starr : Theo (épisode The Perfect Date)
- Youki Kudoh : Kikuki (épisode Hal and Hilary)
- Ben Stiller (VF : Maurice Decoster) : Rex (épisode Eric's POV)
- Alexa Davalos : Susan (épisode The Day After)

 Source et légende : version française (VF) sur RS Doublage et DSD

## Épisodes
Fox a diffusé la série dans le désordre, puis lors de la sortie du DVD en 2005, les épisodes ont été placés par ordre de production et environ dix chansons ont été remplacées. La liste suivante est par ordre chronologique d'après Judd Apatow, respectant la continuité des histoires et personnages :
1. Premiers émois (Pilot)
2. Cruelle Déception (Oh So You Have a Boyfriend ou Full Bluntal Nugety)
3. Chagrin d'amour (Eric Visits)
4. Les Petits Boulots (Jobs, Jobs, Jobs)
5. Maladie d'amour (Sick in the Head)
6. L'Assistant (The Assistant)
7. Obsessions  (Addicts)
8. Révélations (God Visits)
9. Le Week-end des parents (Parents' Weekend)
10. Eric revient (Eric Visits Again)
11. La Fraternité (Rush and Pledge)
12. Une semaine d'enfer (Hell Week)
13. Action ou Vérité (Truth or Dare)
14. Mauvais Conseils...  (The Day After)
15. Une soirée idéale (The Perfect Date)
16. Hal et Hillary  (Hal and Hillary)
17. Le Message de Lizzie (Eric's POV)

## Autour de la série
- Le premier épisode fut diffusé deux ans jour pour jour après la diffusion du premier épisode de Freaks and Geeks, précédente production de Judd Apatow.
- Le personnage de Seth Rogen a un drapeau du Canada pendu dans sa chambre. L'acteur est d'origine canadienne.
- C'est durant le tournage de la série que Seth Rogen fut approché par Judd Apatow avec son script de SuperGrave (Superbad).